# Kolonia Otrocz
Kolonia Otrocz – część wsi Otrocz w Polsce, położona w województwie lubelskim, w powiecie janowskim, w gminie Chrzanów.
Stanowi południową, peryferyjną część Otrocza.